# KEB II
Die Dampflokomotivreihe KEB II war eine Schnellzug-Lokomotivreihe der Kaiserin Elisabeth-Bahn (KEB).

## Geschichte
Die meisten Maschinen dieser Bauart wurden 1869–1873  von der Lokomotivfabrik der StEG an die KEB geliefert.
Bei der KEB hatten sie die Serienbezeichnung II und die Nummern 115–132 und 160–165.
Die Nummern 154–159 kamen von Sigl (Wiener Neustädter Lokomotivfabrik).
Johann Zeh baute in die Lokomotiven dieser Reihe die nach ihm benannte Zehsche Klappe ein, die bei geschlossenem Regulator durch Einführung von Luft in die Zylinder eine Bremswirkung ergab.
Allerdings wurde diese Vorrichtung nur bei dieser Reihe und bei der Reihe kkStB 12 angewendet.
Zusätzlich zu den Betriebsnummern erhielten die Maschinen auch die Namen ISCHL, GMUNDEN, LAMBACH, AUSSEE, HALL, GASTEIN, PRAG, BUDWEIS, MOLDAU, PILSEN, KAPLITZ, FREISTADT, LONDON, DOVER, OSTENDE, GOTHA, COBURG, ERFURTH, TUSCHKAU, DEUTZ, MINDEN, PRESSBURG, ALA, COBLENZ, PEST, OFEN, ROM, GENUA, MAILAND und VERONA.
Nach Verstaatlichung der KEB 1884 bekamen die Lokomotiven bei den k.k. österreichischen Staatsbahnen (kkStB) die Bezeichnung 21.01–30.
Im Ersten Weltkrieg half eine Maschine bei der Wiener Stadtbahn aus, nach dem Krieg kamen die verbliebenen 24 Stück unter Beibehaltung der Reihenbezeichnung zur BBÖ, die sie bis 1928 ausschied.